# Лейк-Озарк (Міссурі)
Лейк-Озарк (англ. Lake Ozark) — місто (англ. city) в США, в округах Міллер і Кемден штату Міссурі. Населення — 2077 осіб (2020).

## Географія
Лейк-Озарк розташований за координатами 38°12′3″ пн. ш. 92°37′48″ зх. д. / 38.20083° пн. ш. 92.63000° зх. д. (38.200866, -92.630046).  За даними Бюро перепису населення США в 2010 році місто мало площу 20,58 км², з яких 18,72 км² — суходіл та 1,86 км² — водойми.

### Клімат
| Клімат : Лейк-Озарк               | Клімат : Лейк-Озарк | Клімат : Лейк-Озарк | Клімат : Лейк-Озарк | Клімат : Лейк-Озарк | Клімат : Лейк-Озарк | Клімат : Лейк-Озарк | Клімат : Лейк-Озарк | Клімат : Лейк-Озарк | Клімат : Лейк-Озарк | Клімат : Лейк-Озарк | Клімат : Лейк-Озарк | Клімат : Лейк-Озарк | Клімат : Лейк-Озарк |
| Показник                          | Січ.                | Лют.                | Бер.                | Квіт.               | Трав.               | Черв.               | Лип.                | Серп.               | Вер.                | Жовт.               | Лист.               | Груд.               | Рік                 |
| Середній максимум, °C             | 6,7                 | 8,3                 | 13,9                | 20,0                | 24,4                | 28,9                | 32,2                | 31,7                | 27,2                | 21,1                | 13,9                | 8,3                 | 19,8                |
| Середній мінімум, °C              | −4,4                | −2,8                | 0,6                 | 6,1                 | 11,1                | 16,7                | 18,9                | 18,3                | 14,4                | 7,8                 | 2,2                 | −2,8                | 7,2                 |
| --------------------------------- | ------------------- | ------------------- | ------------------- | ------------------- | ------------------- | ------------------- | ------------------- | ------------------- | ------------------- | ------------------- | ------------------- | ------------------- | ------------------- |
| Джерело: The Weather Channel, LLC |                     |                     |                     |                     |                     |                     |                     |                     |                     |                     |                     |                     |                     |

## Демографія
Згідно з переписом 2010 року, у місті мешкало 1586 осіб у 715 домогосподарствах у складі 455 родин. Густота населення становила 77 осіб/км².  Було 1688 помешкань (82/км²).
Расовий склад населення:
| - 96,5 % — білих - 0,8 % — азіатів - 0,7 % — корінних американців - 0,2 % — вихідців з тихоокеанських островів - 0,2 % — чорних або афроамериканців |

До двох чи більше рас належало 1,3 %. Частка іспаномовних становила 1,2 % від усіх жителів.
За віковим діапазоном населення розподілялося таким чином: 19,2 % — особи молодші 18 років, 63,1 % — особи у віці 18—64 років, 17,7 % — особи у віці 65 років та старші. Медіана віку мешканця становила 48,0 року. На 100 осіб жіночої статі у місті припадало 105,4 чоловіків;  на 100 жінок у віці від 18 років та старших — 104,0 чоловіків також старших 18 років.
Середній дохід на одне домашнє господарство  становив 57 208 доларів США (медіана — 43 875), а середній дохід на одну сім'ю — 58 878 доларів (медіана — 48 261). Медіана доходів становила 31 447 доларів для чоловіків та 32 917 доларів для жінок. За межею бідності перебувало 13,3 % осіб, у тому числі 16,8 % дітей у віці до 18 років та 2,6 % осіб у віці 65 років та старших.
Цивільне працевлаштоване населення становило 689 осіб. Основні галузі зайнятості: роздрібна торгівля — 19,9 %, освіта, охорона здоров'я та соціальна допомога — 18,6 %, мистецтво, розваги та відпочинок — 17,7 %.